# Kratki val
Krátki vál označuje elektromagnetno valovanje s frekvenco 3–30 MHz. Ime izvira iz začetnega obdobja razvoja radija, saj ima valovanje v tem frekvenčnem območju krajšo valovno dolžino kot v drugih območjih, ki so se tedaj uporabljala. Iz istega časa izvira tudi ime »visoka frekvenca« (angleško High Frequency, kratica HF).

## Doseg kratkih valov
Ker sama ionosfera pogosto zelo dobro odbija KV radijske valove, je to področje uporabljano v večini za srednje do zelo dolge zemeljske zveze v radio komunikaciji. Vendar pa se stabilnost, uporabnost in doseg tega frekvenčnega pasu zelo spreminja v obziru na veliko kombinacij različnih faktorjev:
- Dnevna svetloba / tema na lokaciji oddaje oz. sprejema
- Oddaja in sprejem v območju »Sive Cone« (Grey Line ali terminator)
- Letni čas
- Sončni cikel
- Sončno aktivnostjo
- Auroro
- Najvišjo uporabno frekvenco
- Najnižjo uporabno frekvenco
- Frekvenco oddaje in sprejema znotraj KV področja